# 動畫劇集

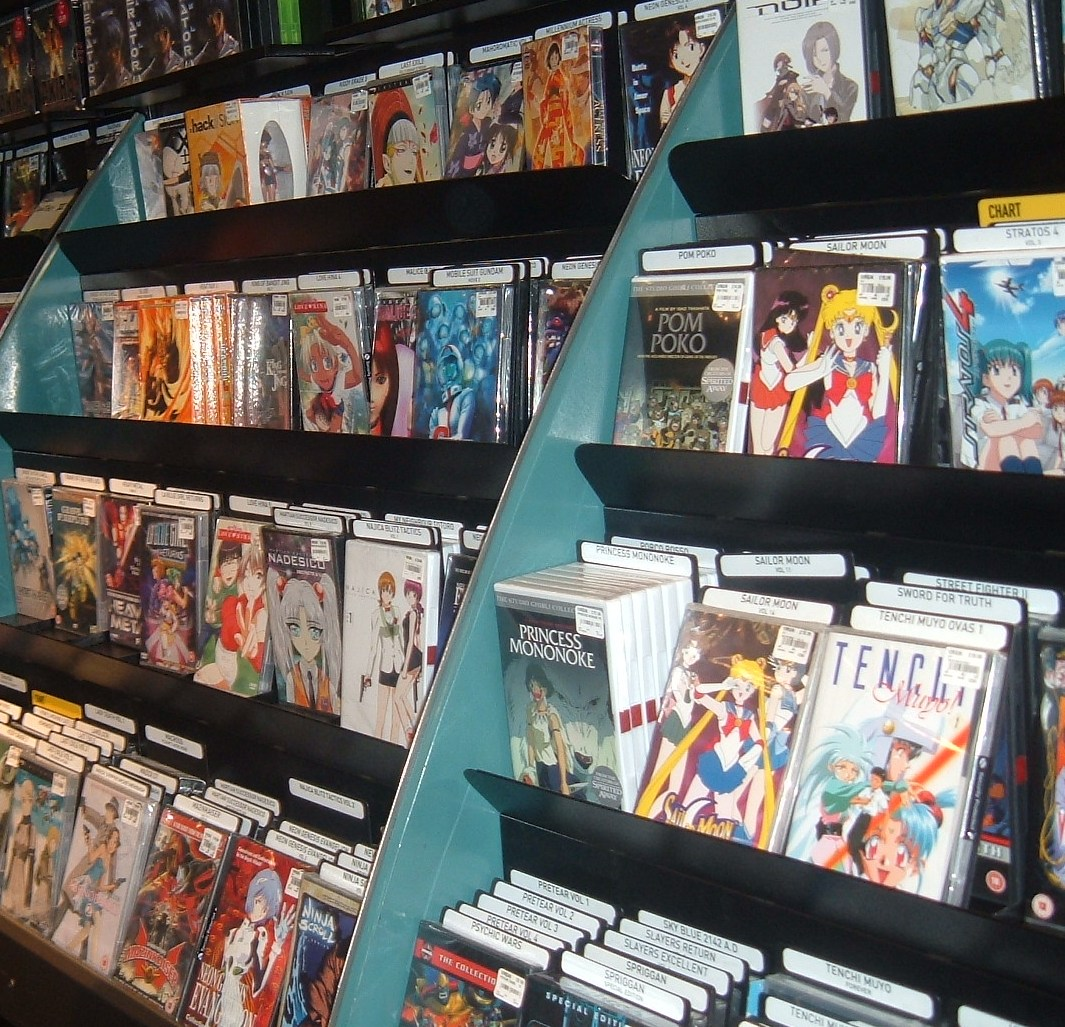
影碟出租店陳設的日本動畫劇集、動畫電影碟片

動畫劇集（簡稱動畫劇）是指在电视频道或互联网上播映的动画单元剧或連續劇作品，其中在電視上播放的叫「電視動畫劇集」、在网络上播放的叫「網路動畫劇集」。
區別於在電影院上映的「動畫電影」，電影也可能來自劇集。

## 類型

### 依劇情是否連續區分
一般而言有兩種主要類型。一種是非連續劇情的單元劇類型，另一種則是具有連續劇情的連續劇類型。

#### 單元劇類型
整部作品架構於同一個世界觀背景之上，但各集各話之間故事並無絕對，或只有薄弱的前後關聯，部份作品的每一集均可視之為獨立作品。頑皮豹、史努比等美式動畫均常見此一型式，日本方面則有像海螺小姐、哆啦A夢、蠟筆小新、我們這一家等作品。但是也可能有前後關係或是將不同的事物於新版重複如新粉紅豹等。

#### 連續劇類型
此類型通常被認為是由1974年播映的宇宙戰艦大和號開始。這部作品雖然也具有單元劇之特性，但在故事進行中，各角色和大和號戰艦都持續變化，使前後設定與劇情產生連續性與關連性，互相調換會造成不連戲，使得這種原本在真人電視劇上使用的製作方式也被導入動畫界。目前大多數日本電視動畫劇集均是此一類型，其中也有許多仍保有部份單元劇之特性，例如男子高中生的日常等作品，但還是有明確的連續性。

### 依劇情是否原創區分
一般而言有兩種主要類型。一種是完全原創直接創作故事翻拍動畫的類型，另一種則是由其他作品做原著來改編翻拍的類型。

#### 完全原創
1. 原創電視動畫
例如：機動戰士GUNDAM、新世纪福音战士、天地無用、PSYCHO-PASS、SHIROBAKO、甲鐵城的卡巴內里、Re:CREATORS、來自風平浪靜的明天、DARLING in the FRANXX、小魔女DoReMi系列、光之美少女系列、魔法少女小圓
2. 原創網路動畫
例如：笑園漫畫大王、企鵝美眉、亡念之扎姆德、化物語、放學後的昴星團、天然萌少女明日香、變小！小小偶像大師、獨眼巨人少女齋楓、宫河家的空腹、迷你加爾岡緹亞

#### 現成作品改編
1. 漫畫改編動畫劇集
例如：哆啦A梦、七龍珠、海賊王、火影忍者、名偵探柯南、遊戲王、七大罪、魔導少年、銀魂、金田一少年事件簿、蠟筆小新、我們這一家、蝙蝠俠、忍者龜、死神、黑子的籃球、進擊的巨人、文豪Stray Dogs、NEW GAME!、飆速宅男、Baby Steps ~網球優等生~、戀愛與謊言、來自深淵、钢之炼金术师、国王排名、境界觸發者
2. 電玩改編動畫劇集
例如：神奇寶貝、音速小子、暮蟬悲鳴時、To Heart、Fate/stay night、閃電十一人、CLANNAD、槍彈辯駁系列、Rewrite、偶像學園
3. 玩具改編動畫劇集
例如：萬能麥斯、變形金剛、彈珠人、戰鬥陀螺、Battle Spirits、Selector infected WIXOSS
4. 輕小說改編動畫劇集
例如：涼宮春日的憂鬱、秀逗魔導士、魔法禁書目錄、無頭騎士異聞錄 DuRaRaRa!!、刀劍神域、加速世界、果然我的青春戀愛喜劇搞錯了、約會大作戰、Re:從零開始的異世界生活、 關於我轉生變成史萊姆這檔事、 無職轉生
5. 輕小說以外文學作品改編動畫劇集
例如：世界名作劇場、來自新世界、冰菓、櫻子小姐腳下埋著屍體、Another

### 特別狀況
雖然如此，不過有時候製作公司或劇組會在改編作品中，插入少許的動畫劇集才有的原創劇情。一般又分兩種狀況。
1. 因動畫劇集的腳本負責大多不只一人，而是採一人負責一集動畫的方式，交叉使用不同腳本。
2. 有時這也是因原著發展太慢跟不上動畫翻拍速度趕超的情節，導致製作組必須如此來留待原著跟上。其中銀魂某一集就將此現象做為劇情，並專門稱作「動畫迂迴繞進政策」。或者在動畫中增加原作沒有的創意或者比原作更前衛劇情來增加劇情精彩程度藉以迎合觀眾。
3. 因此在原創動畫劇集，常容易發生前後的劇情或世界設定不一致的情況，或者根本就不合原作品邏輯如寶可夢旅途（將多款遊戲內容結合在這部動畫）、地平線（原創了探夢隊）。